# Aro Palace
Az Aro Palace Brassó egyetlen ötcsillagos szállodája. A kubista stílusú épületet a bukaresti Román Biztosító (Asigurarea Românească – innen az Aro elnevezés is) indítványozására emelték, és 1939-ben adták át; akkoriban ez volt Brassó legnagyobb világi épülete. 1963-ban a kapacitás növelésének ürügyén lebontották a mellette elhelyezkedő belvárosi református templomot, és 1965-ben itt adták át a szálloda új szárnyát.

## Története
A bukaresti Asigurarea Românească 1937-ben indítványozta egy új és korszerű, tizenkét emeletes szálloda építését Brassó központjában, melynek költségét 70 millió lejre becsülték. Az építkezés 1938 tavaszán kezdődött a Rezső körúton (akkori román nevén Bulevardul Ferdinand, ma Bulevardul Eroilor) a református templom és a Wilhelm Czell-palota közötti telken, Horia Creangă és Haralamb Georgescu építészek tervei alapján. A kilencemeletes épületet 1939. július 1-én adták át és július 17-én avatták fel. A 104 szobát és 8 lakosztályt magába foglaló szálloda a város legmodernebbje volt, és a Fekete templom után második legmagasabb épülete.
A szálloda aranykora csak néhány évig tartott: a második világháború beköszöntével a vendégek száma elapadt, kávézója megszűnt, az alagsort a városiak óvóhelyként használták a bombázások alatt. A háború után a szovjet hadsereg tisztjeinek szállása volt. 1949-ben államosították és ismét szállodaként üzemeltették, Hotel Carpați néven.
Az 1960-as évek elején időszerű lett a kapacitás növelése; és mivel Iancu Rădăcină építész nem akart a régi épület struktúrájába beavatkozni, egy új szárny felhúzását javasolta. A kezdeti tervekben az új szárny a régihez képest jóval hátrahúzódva, a belvárosi református templom mögött kapott volna helyet. A kommunista román városvezetés azonban kapott az alkalmon, és elrendelte a „szemet szúró” magyar emlék lerombolását, ami 1963 végén meg is történt. Az építkezésnek nem csak a templom és melléképületei, hanem a Szent János utca számos háza is áldozatul esett. Az új szárnyat 1965-ben adták át.
Az 1990-es években visszakapta az Aro Palace nevet. 2003–2008 között felújították, és ötcsillagos szállodává minősítették. Az egykori református templom helyén emléktáblát állítottak.

## Leírása
A szálloda három szárnyból áll: az 1939-ben épült régi szárny, az 1965-ben épült új szárny, és a szintén 1939-ben épült Aro Sport. A kilencemeletes régi szárny kubista stílusú, függőleges vonalaival az amerikai felhőkarcolókat idézi, tetején úszómedence található. Szerkezete károsodás nélkül vészelte át az 1940-es, 1977-es, és 1986-os földrengéseket. A komplexumban összesen 195 szoba, hat étterem, négy konferenciaterem, és egy úszómedence található.
A szállodát működtető Aro Palace részvénytársaság birtokolja többek között a Korona Szállót, a Capitol Szállót, és a Cerbul Carpatin vendéglőt. 2016-ig a Fellegvár is a tulajdonában volt.